# Vojtěch Jarník
Vojtěch Jarník (* 22. Dezember 1897 in Prag; † 22. September 1970 ebenda) war ein tschechoslowakischer Mathematiker. Er beschäftigte sich vor allem mit Zahlentheorie, aber auch mit Analysis.

## Leben
Jarník studierte ab 1915 an der Karls-Universität Prag, war dort nach Abschluss des Studiums als Assistent tätig und von 1919 bis 1921 Dozent an der Technischen Universität Brno. Seine Doktorarbeit O kořenech funkcí Besselových (Über die Wurzeln der Bessel-Funktionen) schloss er im Jahr 1921 ab. Bevor er an der Karls-Universität in Prag im Jahr 1928 Professor für Mathematik wurde, arbeitete er ab Herbst 1923 für 3 Semester (und noch einmal 1927/28) unter der Leitung von Edmund Landau in Göttingen. Seinen Lehrstuhl in Prag hatte Jarník bis zu seinem Ruhestand im Jahr 1968 inne. Er war Mitglied der Tschechoslowakischen Akademie der Wissenschaften.
Zusammen mit Landau untersuchte er die Frage, wie viele Punkte mit ganzzahligen Koordinaten (Gitterpunkte) in einem gegebenen abgeschlossenen Gebiet enthalten sind (Verallgemeinerungen des Gaußschen Kreisproblems), was auch später eines seiner Hauptarbeitsgebiete blieb. Ferner entdeckte er den Algorithmus von Prim für minimale Spannbäume.
Jarník war Autor von ungefähr 90 mathematischen Artikeln, eines vielbenutzten mehrbändigen Lehrbuchs der Analysis und Mitherausgeber der Zeitschrift Acta Arithmetica.

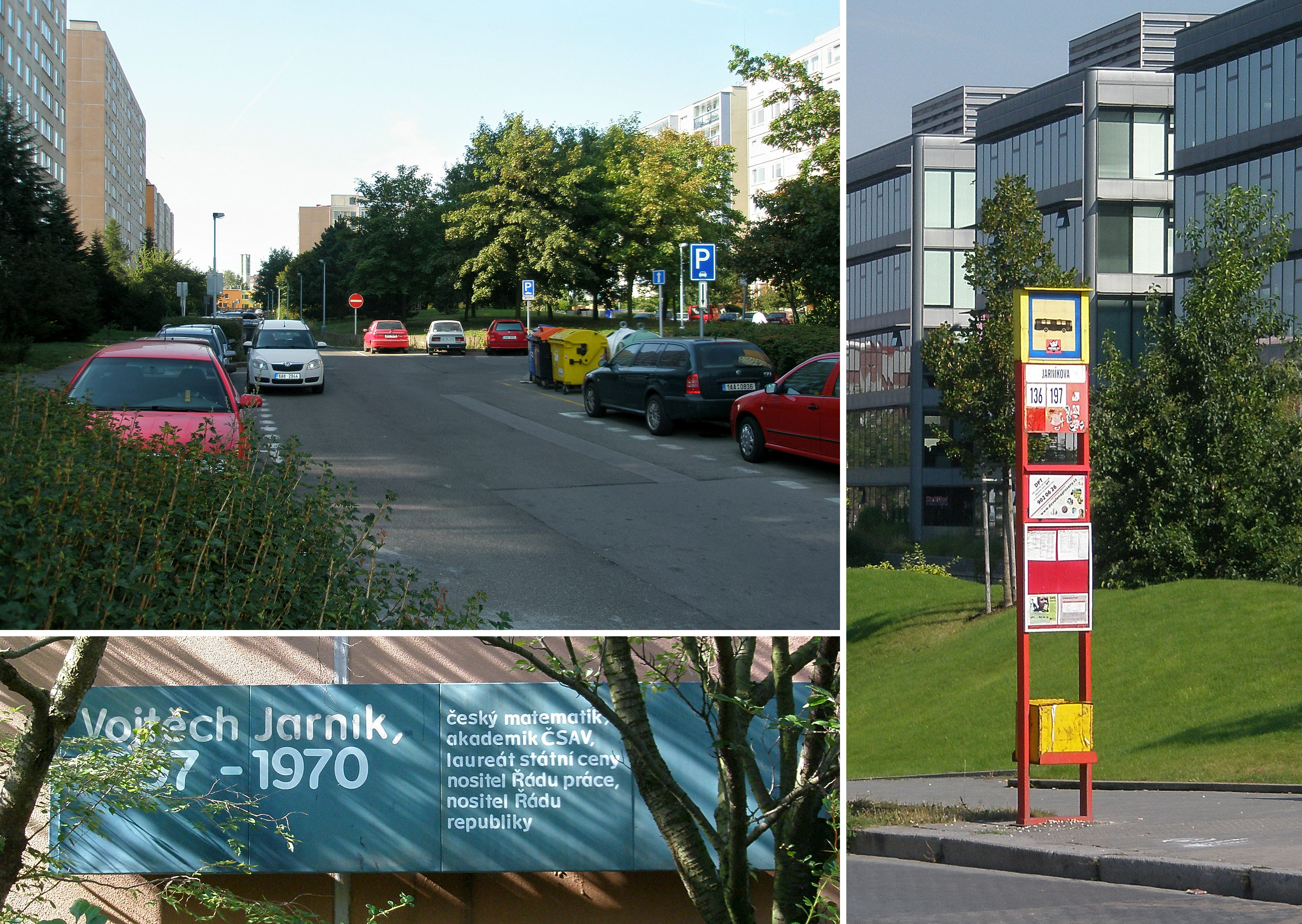
Nach Jarník benannte Straße im Prager Vorort Chodov.

Die Vojtěch Jarník Competition ist ein Wettbewerb für Mathematikstudenten, der regelmäßig in Tschechien ausgetragen wird.
Der Asteroid (4023) Jarník ist nach ihm benannt.
Zu Jarníks Doktoranden gehörte Břetislav Novák.